# 렙톤 섞임
렙톤 섞임(영어: lepton mixing)이란 약력에 의하여 중성미자의 맛깔이 바뀌는 현상이다. 양자장론에서는 일반적으로 양자수가 같은 입자는 섞일 수 있다. 중성미자의 경우 이와 같은 현상이 일어난다. 이론에 따르면, 중성미자는 질량 고유기저와 맛깔 고유기저가 다르기 때문에, 명확한 질량을 가진 중성미자는 시간에 따라 맛깔이 바뀌게 된다. 이를 중성미자 진동이라고 한다.

## 역사
1957년에 이탈리아의 브루노 폰테코르보(Bruno Pontecorvo)가 제안하였고 (중성미자 진동), 일본의 마키 지로, 나카가와 마사미, 사카타 쇼이치가 개량하였다.

이 현상의 존재는 2001년에 캐나다의 서드버리 중성미자 관측소(Sudbury Neutrino Observatory)에서 태양 중성미자의 중성미자 진동을 관측하면서 증명되었다.

## 렙톤 섞임 행렬
3세대의 경우, 렙톤 섞임을 PMNS 행렬로 나타낼 수 있다. 일반적으로 이 행렬은 유니타리 행렬이나. 시소 메커니즘을 도입하면 그렇지 않다. PMNS 행렬 U는 다음과 같이 쓸 수 있다.
{\displaystyle {\begin{bmatrix}{\nu _{e}}\\{\nu _{\mu }}\\{\nu _{\tau }}\end{bmatrix}}={\begin{bmatrix}U_{e1}&U_{e2}&U_{e3}\\U_{\mu 1}&U_{\mu 2}&U_{\mu 3}\\U_{\tau 1}&U_{\tau 2}&U_{\tau 3}\end{bmatrix}}{\begin{bmatrix}\nu _{1}\\\nu _{2}\\\nu _{3}\end{bmatrix}}\ }.
좌변은 맛깔 고유기저고, 우변은 질량 고유기저다.
이 행렬은 만약 유니타리 행렬이라면 CKM 행렬과 같이 4개의 도움변수 (1세대-2세대 섞임, 2세대-3세대 섞임, 1세대-3세대 섞임, CP위반 위상)로 나타낼 수 있다. CKM 행렬과 마찬가지로, PMNS 행렬도 여러가지로 도움변수를 잡을 수 있다.
아직 실험적으로 PMNS 행렬의 값을 자세히 측정하지 못하고 있다.

## 같이 보기
- 쿼크 섞임
- 표준 모형

## 참고 문헌
1. ↑  
Z. Maki, M. Nakagawa, and S. Sakata (1962). “Remarks on the Unified Model of Elementary Particles”. 《Prog. Th. Phys.》 28: 870. doi:10.1143/PTP.28.870.
2. ↑  
B. Pontecorvo (1967). 《Zh. Eksp. Teor. Fiz.》 53: 1717. |제목=이(가) 없거나 비었음 (도움말)
3. ↑  
J.W.F. Valle (2006). “Neutrino physics overview”. arXiv:hep-ph/0608101v1 |class= 무시됨 (도움말).